# Henrika Roman
Henrika Eva Albertina Roman, född 25 januari 1820 i Kristianstad, död 15 oktober 1846 i Kristianstad, var en svensk målare och tecknare.
Hon var dotter till översten Johan Henrik Roman och Marie Sophie Hoffberg. Roman var verksam som porträttmålare under 1840-talet. Hon utförde ett stort antal porträtt föreställande medlemmar ur släkten Roman samt de mer kända porträtten av Anna Katarina Svenonius och Hedvig Hammarskjöld. 